# Sex (książka)
Sex – książka Madonny wydana w 1992 roku.

## Informacje ogólne
Książka została wydana w tym samym czasie, co album Erotica. Zawierała silnie nacechowane erotyką zdjęcia. Oprócz Madonny pozowali na nich m.in. raper Vanilla Ice, modelka Naomi Campbell, gwiazdor gejowskiego porno Joey Stefano i właścicielka klubów nocnych Ingrid Cesares (bliska przyjaciółka gwiazdy). Fotografie ukazywały takie formy seksu jak sadomasochizm, anilingus czy seks grupowy, a niektóre z nich nawiązywały do homo- i biseksualizmu. Wszystkie zdjęcia wykonał amerykański fotograf Steven Meisel. Podczas sesji zdjęciowych powstał również film, nakręcony przez francuskiego reżysera, Fabiena Barona. Materiał ten został wykorzystany w teledysku "Erotica". Oprócz zdjęć, w książce zawarte zostały napisane przez Madonnę teksty dotyczące jej życia intymnego i fantazji erotycznych. Piosenkarka posługuje się w książce pseudonimem "Dita Parlo", na cześć tej niemieckiej aktorki.
Do książki dołączony został komiks (w różnych wersjach językowych - zależnie od kraju) oraz płyta kompaktowa z remiksem utworu "Erotica", zatytułowanym "Erotic". Krążek znajdował się w foliowym etui, które miało przypominać wyglądem zapakowaną prezerwatywę. Cały komplet został wydany w dużym foliowym opakowaniu.

## Twórcy
Zdjęcia:
Steven Meisel
Fabien Baron
Modele:
Madonna
Vanilla Ice
Naomi Campbell
Isabella Rossellini
Big Daddy Kane
Udo Kier
Tony Ward
Tatiana von Fürstenberg
Joey Stefano
Ingrid Cesares
Tekst:
Madonna

## Reakcja na książkę
Publikacja wywołała skandal obyczajowy. Zawarte w niej treści uznano za pornografię, a piosenkarkę potępiono. Mimo to wydawnictwo rozeszło się błyskawicznie. Cały nakład został wyczerpany, książkę można kupić jedynie na aukcjach internetowych za wysokie ceny.